# 磐井川
磐井川（いわいがわ）は、岩手県一関市を流れる北上川水系北上川支流の一級河川である。

## 概要
岩手県南部を流れる川。栗駒山の北斜面に源を発し、一関市内を流れ北上川に注ぐ。長さ36キロ。中流には国の名勝及び天然記念物の厳美渓がある。厳美渓上流部に設けられた大〆切頭首工を水源に疏水百選に選定された照井堰用水が取水されている。
1947年にカスリーン台風、1948年にアイオン台風と2年連続して、磐井川が決壊し市街地が水没して、死者、行方不明者が多数に及んだ。磐井川堤防には、この水害で死者を弔うために「磐井川聖観音(東京芸術大学 教授 菊池一雄)」が祭られている。
北上特定地域総合開発計画に基づく一関遊水地事業に関連し、磐井川堤防の強化工事が施工中である（2022年9月現在）。
また市街地の中心部に「磐井川河川公園」（いわいがわかせんこうえん）があり、「磐井川鯉のぼり渡し」（1990年より毎年4 - 5月に開催）や「磐井川川開き花火大会」（毎年8月上旬）などの催しも行われている。2019年7月1日には、一関工業高等専門学校出身者で結成されたフォークソンググループ N.S.Pのモニュメント「N.S.Pメモリアルスポット」が設置された。